# Projectile à énergie pulsée
Le Projectile à énergie pulsée (Pulsed Energy Projectile) ou PEP est une technologie d'arme non létale. Il utilise l'émission d'impulsions électromagnétiques générées par un laser qui, au contact de la cible, évaporent la surface et créent une petite quantité de plasma explosif ; il en résulte une onde de choc sonore qui assomme la cible tandis que l'impulsion électromagnétique affecte les cellules nerveuses et cause une sensation de douleur intense.
Cette arme peut également être utilisée en version létale ; son premier nom était en effet Pulsed Impulsive Kill Laser (PIKL).
PEP est conçu pour le contrôle d'émeutes. Sa portée est d'environ 2 km, il pèse environ 230 kg et sera probablement monté sur un véhicule ou un hélicoptère.
Le système a été développé par la Mission Research Corporation (actuellement propriété de Alliant Techsystems). Il utilise un laser chimique au fluorure de deutérium produisant des impulsions infrarouges. Le plasma (produit au début de l'impulsion) explose car ses électrons absorbent l'énergie du restant de l'impulsion du laser.
En 2003, un rapport militaire Américain confirmait que les radiations électromagnétiques générées par le PEP causaient de la douleur et une paralysie temporaire lors d'expériences sur des animaux.
À la suite d'une requête du Sunshine Project, une organisation opposée à l'emploi de ces armes, il est apparu qu'en 2005 les forces armées américaines avaient commandé une étude pour déterminer les valeurs des paramètres maximisant la douleur provoquée par cette arme. Les chercheurs dans ce domaine ont été outrés que leurs recherches puissent être utilisées à ces fins. D'autres voix se sont élevées pour dénoncer que cette arme puisse être utilisée comme instrument de torture.